# 成田拡幅
成田拡幅（なりたかくふく）は千葉県成田市内を通る国道51号の改良区間である。多くの区間はそれまでの現道を拡幅しているが、一部区間は並木バイパスとして新たなバイパス道路を建設している。
成田市は、農業と成田山新勝寺の門前町として緩やかに発展してきたが、成田空港の建設を契機に国際空港都市へと大きく変貌を遂げることとなった。これに伴い交通量の大幅な増加が見込まれるためにその対策として行われたのが本事業であり、交通渋滞の緩和による主要幹線道路としての機能回復と、不十分だった歩道の整備を行うことで交通事故の減少や沿道環境改善による安全で快適な生活環境の確保を目的としている。
最近では成田ニュータウン、日吉台ニュータウン、公津の杜などの大型住宅地が沿線に整備されたことに伴う人口の大幅な上昇、周辺施設および交差道路からの流入交通の上昇によって成田拡幅区間に交通量が集中し、渋滞が発生している。

## 概要
- 起点：千葉県成田市飯仲（公津の杜入口交差点）
- 終点：千葉県成田市東金山
- 総延長：5.8km
- 幅員：26.0m
- 構造規格：第3種第1級
- 設計速度：80km/h
- 車線数：全線4車線
- 全体事業費：約240億円

## 沿革
- 1966年7月4日：成田市での新東京国際空港建設が閣議決定（「新東京国際空港の位置及び規模について」）。同時に閣議決定された「新東京国際空港の位置決定に伴う施策について」において、国道51号線改良工事の早期完了が謳われる。
- 1968年11月：都市計画決定
- 1970年度：成田市役所下交差点～寺台インターチェンジ間1.3km事業着手
- 1971年度：用地買収着手
- 1978年度：成田市並木～不動橋交差点間1.1km事業着手
- 1981年2月27日：成田市役所下交差点～寺台インターチェンジ間1.3kmが4車線供用開始
- 1982年度：不動橋交差点～成田市役所下交差点間2.2kmの事業着手
- 1987年3月19日：並木交差点～不動橋交差点間0.3kmが4車線供用開始
- 1988年3月29日：並木バイパス0.8kmが4車線供用開始
- 1994年3月15日：不動ヶ岡地先～京成本線高架橋間0.8kmが4車線供用開始
- 2000年3月25日：不動橋交差点～不動ヶ岡地先間0.6kmが4車線供用開始
- 2002年3月6日：成田市不動ヶ岡地先0.8kmが4車線供用開始
- 2005年度：成田市寺台～東金山間1.0kmの都市計画を変更し、この区間も拡幅事業に組み込まれる。
- 2013年度：成田市飯仲～並木間0.2kmの事業着手
- 2017年度：成田市寺台～東金山間1.0kmの事業着手予定

成田市飯仲～並木間0.2kmと成田市寺台～東金山間の1.0kmは2車線の供用が続いている。
並木バイパス4車線供用開始後、その旧道は成田市道および国道409号に降格した。　

## 交差する主な道路
- 国道409号（並木交差点）
- 国道464号（不動橋交差点）
- 国道295号・国道408号（寺台交差点）

## 沿線施設
住宅地が多数建設されており、多くのロードサイド店が進出している。
- 千葉日産自動車成田店
- ジャック&ベティ成田店
- ドン・キホーテ成田店
- 千葉スバル自動車成田店
- 成田青果卸売協同組合
- トイザらス成田店
- イエローハット成田店
- ハウジングガーデン成田
- コジマ成田店
- 大東建託成田支社
- ネッツトヨタ東都
- トヨタカローラ千葉
- ツチヤ自転車成田店
- オートバックス成田店
- スズキ自販成田店
- ROOM DECO かねたや家具成田店
- お仏壇はせがわ成田店
- 損保ジャパン成田ビル
- 成田駅
- 成田市役所
- AOKI成田店
- 千葉トヨペット成田店
- パールショップともえ成田店
- 千葉マツダ成田店

## 関連事項
- 国道51号
- 日本のバイパス道路一覧
- 関東地方の道路一覧
- 成田市
- 成田国際空港
- 成田空港問題